# Golferics
Golferics és una masia del municipi d'Olius inclosa en l'Inventari del Patrimoni Arquitectònic de Catalunya.

## Descripció
És una gran casa pairal, orientada nord-sud. Té planta rectangular i teulada a dues vessants. Té Planta baixa i dos pisos. Té una porta d'arc de mig punt adovellada, amb dos balcons al primer pis amb llinda de pedra i una petita finestra. Al segon pis només hi ha petites finestres. Té una entrada amb sòl de pedra i bigues de fusta, a la dreta l'escala de pedra que puja al primer pis. Excepte la sala i alguna habitació, la resta de les estances han estat reformades recentment. Té un parament de pedres de diferents mides, sense tallar i unides en morter. Té una teulada de teules. Hi ha una construcció molt posterior per engrandir la casa, adossada al mur sud. A l'era hi ha un gran cup de pedra, que pertanyia a la casa abans de reestructurar-la. A l'entorn de la casa hi ha un gran nombre de coberts i corrals.

## Història
Es té notícia de la masia de Golferichs des del segle xii. Per un document en què consta que per deutes amb els jueus i cristians, Pere de Golferichs i la seva muller Berenguera quedaren insolvents; el batlle de Solsona posà a subhasta pública la casa i les seves possessions per 1300 ss. L'any 1324, fou aleshores que ho comprà el prior de Solsona, que es feu paga d'abonar els deutes, però la família continuà vivint-hi.
Al segle xii (voltants de l'any 1264), hi ha referències d'una mestressa de Can Blanc, Berenguera Blanca, que era senyora d'Hortoneda i de Golferichs.